# 小尼基弗鲁斯·布林尼乌斯
尼基弗鲁斯·布林尼乌斯（希臘語：Νικηφόρος Βρυέννιος，1062-1137）是一位拜占庭帝国将领、政治家以及史学家。他生于马其顿军区的阿德里安堡奥列斯提亚达。

## 生平
小尼基弗鲁斯的父亲（或祖父）与其重名，是都拉齐翁军区的总督。他曾对虚弱的米海尔七世发动叛乱，但被未来的皇帝阿莱克修斯一世击败并刺瞎双眼。而小尼基弗鲁斯则因其出众的学识、魅力与交际之术得到了阿莱克修斯的青睐，也获得了其女安娜·科穆宁娜的芳心。尼基弗鲁斯得到了凯撒、至尊至贵者（πανυπερσέβαστος）的称号。
布林尼乌斯成功地抵御了第一次十字军东征中布永的戈弗雷对君士坦丁堡城墙的进攻。他还负责执行了阿莱克修斯与安条克亲王博希蒙德一世之间的和谈（迪沃尔条约）。他还在菲罗梅隆战役中击败马立克沙起到了关键作用。
阿莱克修斯皇帝去世后，他拒绝参与其岳母伊琳娜·杜凯娜和其妻安娜·科穆宁娜推翻约翰二世的阴谋并拥立他登上了皇位。安娜认为他如此行事是出于怯懦，但从其自己的一些文章中可以看出，尼基弗鲁斯诚心认为反叛正当的统治者是一种罪。他与新皇帝约翰保持着非常友好的关系，并伴随皇帝参加了叙利亚战争（1137），但由于疾病回到了君堡，于同年逝世。

## 家庭
尼基弗鲁斯与妻子安娜·科穆宁娜育有几个孩子：
1. 阿莱克修斯·科穆宁，约1102–约1161/1167年
2. 约翰·杜卡斯（英语：John Doukas (son of Nikephoros Bryennios)），约1103年-1173年之后
3. 伊琳娜·杜卡伊娜，约1105年-？
4. 玛利亚·布林奈娜·科穆宁娜，约1107年-？